# Степфордские жёны (фильм, 2004)
«Сте́пфордские жёны» (англ. The Stepford Wives) — фильм режиссёра Фрэнка Оза, экранизация книги Айры Левина, ремейк одноимённого фильма 1975 года.

## Сюжет
Джоанна Эберхарт считает, что добилась в жизни всего, что хотела. Самый молодой президент за всю историю телевизионной компании «EBS», она счастлива замужем, у неё двое детей. Однажды всё меняется. Уволенная с работы, на грани развода, не в состоянии запомнить, где находится школа, в которую ходят её дети, Джоанна становится кандидатом на электрошоковую терапию. Кризис заставляет Джоанну и её мужа Уолтера переосмыслить свои жизненные приоритеты и подумать о перемене места жительства. Собрав чемоданы, семейство перебирается в райский уголок — городок Степфорд, штат Коннектикут. В этой безмятежности есть что-то странное, настораживающее. Джоанна начинает подозревать неладное.

## В ролях
| Актёр               | Роль               |
| ------------------- | ------------------ |
| Николь Кидман       | Джоанна Эберхарт   |
| Мэттью Бродерик     | Уолтер Крэзби      |
| Бетт Мидлер         | Бобби Марковиц     |
| Джон Ловитц         | Дэйв Марковиц      |
| Гленн Клоуз         | Клэр Веллингтон    |
| Кристофер Уокен     | Майк Веллингтон    |
| Роджер Барт         | Роджер Баннистер   |
| Мэтт Мэллой         | Герб Сандерсон     |
| Фэйт Хилл           | Сара Сандерсон     |
| Дэвид Маршалл Грант | Джерри Гармон      |
| Кейт Шиндл          | Бэт Питерс         |
| Майк Уайт           | Хэнк               |
| КэДи Стрикленд      | Тара               |
| Ларри Кинг          | в роли самого себя |

## История создания[2]
Съёмки проходили в городах Гринвич и Нью-Кэнаан в штате Коннектикут. Режиссёр Фрэнк Оз с самого начала столкнулся с рядом проблем. Во-первых, напряжение в процесс внёс конфликт продюсера Скотта Рудина с главой компании «Miramax», Харви Вайнштейном — первый был зол на Вайнштейна за то, что тот из-за съёмок фильма не позволил Николь Кидман приехать на Венецианский фестиваль в рамках промокампании её предыдущего фильма «Запятнанная репутация». Кроме того, первоначально съёмки картины доверили Гасу Ван Сэнту, но режиссёр заболел и выбыл из проекта, из-за чего часть сценария переписывалась, а многие сцены переснимались — за счёт этого съёмочный период значительно увеличился, а жанр картины изменился с комедийного триллера на «чёрную комедию».
Гленн Клоуз высказывала своё негодование на этот счёт: «Я успела закончить съёмки ещё в двух картинах, а съёмкам „Спепфордских жён“ нет конца и края». Устав от затянувшихся съёмок, проект грозилась покинуть Николь Кидман, которая потеряла интерес к картине, после того, как из проекта выбыли брат и сестра, актёры Джон и Джоан Кьюсак. Джон должен был исполнить роль мужа Кидман — Уолтера, а Джоан — роль её подруги, Бобби, доставшуюся впоследствии Бетт Мидлер.
Кроме того, множество «личных неприязней» ставили под угрозу весь проект: Кидман не ладила с пришедшим на замену Джону Кьюсаку Мэттью Бродериком, а Гленн Клоуз испытывала личную неприязнь к Бетт Мидлер (съёмочный график грозил помешать её концертному туру, а также записи нового музыкального альбома), которая, в свою очередь, не поладила с Кристофером Уокеном. Уокен же высказал негативное отношение к очередным изменениям в сценарии — его героя, мужа персонажа Гленн Клоуз, убивали в конце картины — из-за этого на съёмках между Уокеном и Рудиным вспыхивало множество ссор.
Также Кидман, чья героиня за весь фильм носила 13 платьев, сильно похудела, и когда актриса вернулась на съёмочную площадку картины, поняла, что многие платья ей велики. По мнению критиков, всё это сыграло роковую роль в успехе картины и том, каким в конце концов вышел фильм, получивший, в основном, негативные отзывы профессионалов и кинозрителей.